# Marlon Santos (futebolista)
Marlon Santos da Silva Barbosa, mais conhecido como Marlon Santos, ou simplesmente Marlon (Duque de Caxias, 7 de setembro de 1995) é um futebolista brasileiro que atua como zagueiro. Atualmente joga pelo Shakhtar Donetsk.

## Carreira
Marlon iniciou sua trajetória futebolística em 2003, no futsal do Vasco da Gama. Se formou nas categorias de base do Fluminense, em 2009. Na metade de 2014, Marlon estreou profissionalmente e foi ganhando a titularidade.
No dia 5 de julho de 2016, Marlon Santos foi emprestado por uma temporada ao Barcelona B.
Após ficar emprestado no Barcelona B, a diretoria acertou a compra de Marlon por € 6 milhões (cerca de R$ 22 milhões), com um contrato válido por 3 anos.
No dia 29 de agosto de 2017, Marlon foi emprestado por 2 temporadas, para o Nice, com uma cláusula de compra avaliada em € 20 milhões.
No dia 14 de agosto de 2018, Marlon foi confirmado como novo reforço do Sassuolo por € 7 milhões, contrato válido por 5 anos.
Em 22 de junho de 2021, o Shakhtar Donetsk contratou Marlon, em um vínculo de cinco anos.
No dia 5 de agosto de 2022, Marlon foi anunciado pelo Monza para disputa do Campeonato Italiano. A contratação se deu por empréstimo, tendo em vista a Guerra da Ucrânia e a impossibilidade de se atuar pelo Shakhtar em função da mesma.
No dia 12 de julho de 2023, Marlon foi anunciado pelo Fluminense, após mais de 170 jogos em sua passagem pela Europa. Mesmo com sondagens de clubes como Napoli e Lazio devido ao seu bom desempenho durante a temporada italiana 22/23, o zagueiro decidiu retornar às suas origens em contrato de empréstimo assinado até junho de 2024 junto ao Tricolor das Laranjeiras. No dia 4 de novembro de 2023 sagrou-se campeão do Copa Libertadores da América. Tendo participado de 5 dos 7 jogos da fase mata-mata. Na final, o zagueiro substituiu Felipe Melo aos 6' do segundo tempo, permanecendo por mais de 01 hora em campo até o fim da prorrogação. 
No dia 3 de julho de 2024 foi anunciado pelo Al Ain com um contrato de empréstimo de um ano com a cláusula de guerra da FIFA. Posteriormente, ao seu reprovados nos exames médicos, foi noticiado que Marlon novamente está livre no mercado.
No dia 11 de setembro de 2024, foi anunciado pelo Los Angeles FC.
Em 11 de julho de 2025, Marlon retornou para o Shakhtar Donetsk, assinando por um ano com o clube ucraniano.

## Seleção Brasileira
Foi convocado por Alexandre Gallo para as disputas do Campeonato Sul-Americano Sub-20 de 2015 e Campeonato Mundial Sub-20 de 2015.

## Estatísticas
Até 26 de agosto de 2018.

### Clubes
- a. ^ Jogos da Copa do Brasil e Copa del Rey
- b. ^ Jogos da Copa Sul-Americana e Ligas dos Campeões
- c. ^ Jogos do Campeonato Carioca e Primeira Liga

### Seleção Brasileira
Abaixo estão listados todos jogos e gols do futebolista pela Seleção Brasileira, desde as categorias de base. Abaixo da tabela, clique em expandir para ver a lista detalhada dos jogos de acordo com a categoria selecionada.
Sub-20
| Ano   |       |      |         |       |
| Ano   | Jogos | Gols | Assist. | Média |
| ----- | ----- | ---- | ------- | ----- |
| 2015  | 13    | 0    | 0       | 0     |
| Total | 13    | 0    | 0       | 0     |

|     | Data                   | Local                       | Resultado   | Adversário | Gols | Competição           |
| --- | ---------------------- | --------------------------- | ----------- | ---------- | ---- | -------------------- |
| 1.  | 15 de janeiro de 2015  | Maldonado, Uruguai          | 2 – 1       | Chile      | 0    | Sul-Americano Sub 20 |
| 2.  | 17 de janeiro de 2015  | Maldonado, Uruguai          | 0 – 2       | Uruguai    | 0    | Sul-Americano Sub 20 |
| 3.  | 23 de janeiro de 2015  | Maldonado, Uruguai          | 2 – 1       | Colômbia   | 0    | Sul-Americano Sub 20 |
| 4.  | 26 de janeiro de 2015  | Montevidéu, Uruguai         | 0 – 0       | Uruguai    | 0    | Sul-Americano Sub 20 |
| 5.  | 29 de janeiro de 2015  | Montevidéu, Uruguai         | 2 – 0       | Paraguai   | 0    | Sul-Americano Sub 20 |
| 6.  | 1 de fevereiro de 2015 | Montevidéu, Uruguai         | 0 – 2       | Argentina  | 0    | Sul-Americano Sub 20 |
| 7.  | 24 de maio de 2015     | Carlton, Austrália          | 1 – 0       | Portugal   | 0    | Amistoso             |
| 8.  | 31 de maio de 2015     | New Plymouth, Nova Zelândia | 4 – 2       | Nigéria    | 0    | Mundial Sub 20       |
| 9.  | 4 de junho de 2015     | New Plymouth, Nova Zelândia | 2 – 1       | Hungria    | 0    | Mundial Sub 20       |
| 10. | 11 de junho de 2015    | New Plymouth, Nova Zelândia | 0 – 0 (5-4) | Uruguai    | 0    | Mundial Sub 20       |
| 11. | 13 de junho de 2015    | Hamilton, Nova Zelândia     | 0 – 0 (3-1) | Portugal   | 0    | Mundial Sub 20       |
| 12. | 17 de junho de 2015    | Christchurch, Nova Zelândia | 5 – 0       | Senegal    | 0    | Mundial Sub 20       |
| 13. | 20 de junho de 2015    | Auckland, Nova Zelândia     | 1 – 2       | Sérvia     | 0    | Mundial Sub 20       |

Sub-23 (Olímpico)
| Ano   |       |      |         |       |
| Ano   | Jogos | Gols | Assist. | Média |
| ----- | ----- | ---- | ------- | ----- |
| 2015  | 3     | 0    | 0       | 0     |
| Total | 3     | 0    | 0       | 0     |

|    | Data                   | Local           | Resultado | Adversário     | Gols | Competição |
| -- | ---------------------- | --------------- | --------- | -------------- | ---- | ---------- |
| 1. | 8 de setembro de 2015  | Le Mans, França | 1 – 2     | França         | 0    | Amistoso   |
| 2. | 11 de novembro de 2015 | Recife, Brasil  | 2 – 1     | Estados Unidos | 0    | Amistoso   |
| 3. | 15 de novembro de 2015 | Belém, Brasil   | 5 – 1     | Estados Unidos | 0    | Amistoso   |

Seleção Brasileira (total)
| Ano   |       |      |         |       |
| Ano   | Jogos | Gols | Assist. | Média |
| ----- | ----- | ---- | ------- | ----- |
| 2015  | 16    | 0    | 0       | 0     |
| Total | 16    | 0    | 0       | 0     |

## Títulos
Fluminense
- Primeira Liga: 2016
- Copa Libertadores da América: 2023
- Recopa Sul-Americana: 2024

Barcelona
- Copa do Rei: 2016-17
- Troféu Joan Gamper: 2017

Shakhtar Donetsk
- Supercopa da Ucrânia: 2021

Los Angeles FC
- Lamar Hunt U.S. Open Cup: 2024